# Gunter Mayr
Gunter Mayr, né le 25 janvier 1972 à Innsbruck, est un avocat, fonctionnaire et universitaire autrichien. 
De 2024 à 2025, il est ministre des Finances à la suite de la nomination de Magnus Brunner comme commissaire européen.

## Biographie

### Études
En 1990, il obtient son baccalauréat à Wörgl. Il étudie à l'université d'Innsbruck, où il obtient un diplôme en droit en 1997 et en sciences sociales et économiques dont il obtient son diplôme en 2001.

### Carrière
De 1998 à 2003, il travaille comme professeur d'université à son alma mater. En 2003, il devient fonctionnaire au ministère fédéral des finances, dont il gravit progressivement les échelons. À partir de 2006, il est chef du département de l'impôt sur le revenu et de l'impôt sur les sociétés. En 2009, il reprend simultanément ses activités d'enseignant à l'université de Vienne. En 2012, il est nommé chef de section, haut fonctionnaire du ministère, et est responsable de la section de la politique fiscale et du droit fiscal,,.
En novembre 2024, il devient ministre des Finances du gouvernement de Karl Nehammer ; il succède à Magnus Brunner, qui démissionne pour se préparer à devenir membre de la Commission européenne,,,.